# Liste der Bodendenkmale in Höhbeck
In der Liste der Bodendenkmale in Höhbeck sind alle Bodendenkmale der niedersächsischen Gemeinde Höhbeck aufgelistet. Die Quelle ist der Denkmalatlas Niedersachsen. Der Stand der Liste ist der 29. Juni 2024.

## Allgemein
In den Spalten finden sich folgende Informationen des Bodendenkmales:
- Lage: geographische Koordinaten
- Bezeichnung: Bezeichnung lt. Denkmalatlas
- Beschreibung: Beschreibung lt. Denkmalatlas
- ID: Objekt-ID
- Bild: Bild, ggf. zusätzlich mit Link zu weiteren Fotos im Medienarchiv Wikimedia Commons.

## Brünkendorf
| Lage                        | Bezeichnung                           | Beschreibung                                     | ID       | Bild |
| --------------------------- | ------------------------------------- | ------------------------------------------------ | -------- | ---- |
| 53° 4′ 24″ N, 11° 26′ 11″ O | Brünkendorf 3, Burg (Schwedenschanze) | Schwedenschanze, (denkmalatlas.niedersachsen.de) | 36010047 |      |
| 53° 2′ 58″ N, 11° 25′ 44″ O | Brünkendorf 39, Deich                 |                                                  | 37314897 | BW   |
| 53° 4′ 24″ N, 11° 26′ 11″ O | Brünkendorf 56, Deich                 |                                                  | 36629808 | BW   |

## Pevestorf
| Lage                        | Bezeichnung         | Beschreibung | ID                                                | Bild |
| --------------------------- | ------------------- | --- | ------------------------------------------------- | ---- |
| 53° 3′ 22″ N, 11° 27′ 5″ O  | Pevestorf 19        | Beim Fundplatz Pevestorf wurde im Rahmen der großflächigen und wegen der Flugsandüberwehungen grabungstechnisch schwierigen Ausgrabungen zwischen 1968 und 1974 ein aufgrund der Keramikfunde eindeutig der Aunjetitzer Kultur zuweisbarer Hausgrundriss von Klaus L. Voss ausgegraben. Die Kontur des West-Ost ausgerichteten Hauses ließ sich anhand der Wandgräbchen mit dicht gesetzten Pfosten gut nachvollziehen. Mit einer Länge von 13 m und einer Breite von 5,2 m war das Haus vergleichsweise klein und beide Giebel waren abgeplattet. In der Mitte der nördlichen Längswand befand sich ein Eingang, zwei weitere in der gegenüberliegenden Wand. Zwei Querriegel aus dicht gesetzten Pfosten gliederten das Innere des Hauses in drei Räume, von denen jeder durch einen der Eingänge von außen separat zugänglich war. Das Gebäude ist zweischiffig, die zusätzlichen Pfosten im Westteil bilden ein Rechteck und sprechen eher für einen Speicherboden.(denkmalatlas.niedersachsen.de) | 38379670                                          |      |
| 53° 4′ 10″ N, 11° 27′ 58″ O | Pevestorf 47, Deich | L. in der Gmkg. ca. 2,3 km. Die Teilstücke 1 und 2 sind mit bis zu 15 m Br. und bis zu 3 m H., Teilstück 3 kaum erkennbar mit ca. 0,5 m H. erhalten. Der übrige alte Deich ist insgesamt abgetragen, auch unter der heutigen, modernisierten Deichlinie sind keine Altdeich-Reste erhalten. Im SO läuft der Deich in der Gmkg. Gartow, FStNr. 1, weiter. | 37214740 37038374/1/-/ 37023394 37214740 37038374 | BW   |

## Restorf
| Lage                        | Bezeichnung       | Beschreibung | ID       | Bild |
| --------------------------- | ----------------- | --- | -------- | ---- |
| 53° 2′ 28″ N, 11° 26′ 46″ O | Restorf 47, Wurt  | Die Hofstelle ist bereits in der Kurhannoverschen Landesaufnahme (18. Jh.) verzeichnet; in Blatt 1467 der preußischen Landesaufnahme (um 1900) dann eindeutig als Wurt am Deich erkennbar. Annähernd oval, Dm. ca. 25 × 40 m, H. bis 2,5 m. Zu späteren Zeitpunkt wurde die Wurt, besonders der Hofbereich im Südwesten, vergrößert. | 36378974 | BW   |
| 53° 2′ 26″ N, 11° 26′ 47″ O | Restorf 48, Wurt  | Die Hofstelle ist bereits in der Kurhannoverschen Landesaufnahme (18. Jh.) verzeichnet; in der preußischen Landesaufnahme (um 1900) Blatt 1467 dann eindeutig als Wurt am Deich erkennbar. Annähernd oval, Dm. ca. 50 × 25 m, H. ca. 2,0 m. Zu späteren Zeitpunkt wurde die Wurt, besonders der Hofbereich im Südwesten vergrößert.  | 36379110 | BW   |
| 53° 2′ 26″ N, 11° 26′ 11″ O | Restorf 49, Deich | | 36317807 | BW   |

## Vietze
| Lage                        | Bezeichnung                      | Beschreibung | ID                              | Bild |
| --------------------------- | -------------------------------- | --- | ------------------------------- | ---- |
| 53° 4′ 20″ N, 11° 25′ 20″ O | Vietze 1, Burg (Vietzer Schanze) | Vietzer Schanze, (denkmalatlas.niedersachsen.de) | 35996127                        |      |
| 53° 3′ 57″ N, 11° 24′ 0″ O  | Vietze 2, Kapelle                | Auf einer Karte von 1850 zwei gestaffelte runde Wälle von 105 × 110 m. Im Inneren befindet sich die Vietzer Kapelle. Diese Wälle sind obertägig abgetragen, nur im Osten ist, innerhalb des Friedhofes, noch eine schwache in Nord-Süd-Richtung verlaufende Geländekante erkennbar, die ein Rest eines Walles sein könnte. Die 1962/63 von Pudelko beobachteten rechteckigen Wälle gehörten zur Friedhofsumfassung, die bereits in der preußischen Landesaufnahme Blatt 1467 von 1881 eingezeichnet sind. Diese Wälle sind im Norden und Osten heute jeweils nur noch zur Hälfte im Friedhofsinnenbereich mit ca. 0,5 m H. erhalten, nach außen sind sie weitgehend durch eine neue Straße im Norden und durch Bau einer neuen Kapelle im Osten planiert und überformt. Bei Erdarbeiten wurden mehrere Körperbestattungen angeschnitten und Keramik des 13.–15. Jahrhunderts gefunden. 1318 wird eine „Villa hobeke“ genannt; ein Zusammenhang ist nicht gesichert. (denkmalatlas.niedersachsen.de) | 35971559                        | BW   |
| 53° 3′ 33″ N, 11° 23′ 30″ O | Vietze 65, Deich                 | Deich entlang des Laascher Sees bzw. der Seege über ehemals etwa 1,3 km Länge zwischen dem höher gelegenen Gelände am Ost-Ufer des Laascher Sees und dem der „Nachtkoppel“ in der Gmkg. Vietze. Er ist in Blatt 81 der Kurhannoverschen Landesaufnahme von 1776 verzeichnet. Erhalten sind zwei Teilstücke. Teilstück 1 in der Gmkg. Brünkendorf: L. ca. 240 m, Br. ca. 6 m, H. bis ca. 0,8 m, im mittleren Bereich etwas verschliffener. Teilstück 2 in der Gmkg. Vietze: L. ca. 530 m, Br. ca. 7 m, H. am Süd-Ende ca. 0,5 m, sonst bis 0,7 m, am Nord-Ende 0,3 m und flach auslaufend. Weiter nach Norden sowie zwischen den Teilstücken zeichnet sich im Gelände nur noch ein schwacher Uferwall von bis zu 0,2 m H. ab. | 36629935/1/-/ 36317936 36629935 | BW   |
| 53° 4′ 21″ N, 11° 25′ 12″ O | Vietze 66, Grabhügel             | Ehemals rund, jetzt durch einen Waldweg im N angeschnitten; Dm. ca. 13 m, H. ca. 1,3, abgeflachte Kuppe. | 36743262                        | BW   |